# Rafael Calvo Ortega
Rafael Calvo Ortega (San Rafael, 26 de agosto de 1933) es un jurista y político español, que fue ministro de Trabajo durante el Gobierno de la UCD presidido por Adolfo Suárez entre 1978 y 1980. Bajo su mandato vio la luz el Estatuto de los Trabajadores de 1980.

## Biografía
Nació el 26 de agosto de 1933 en la localidad segoviana de San Rafael, término municipal de El Espinar. 
Licenciado en Derecho por la Universidad de Salamanca, se doctoró en Derecho en la Universidad de Bolonia obteniendo el premio extraordinario Vittorio Emmanuele III a la mejor tesis doctoral. 

### Actividad política
Calvo Ortega fue senador por Segovia en durante la Legislatura Constituyente (1977-1979) y diputado por Asturias durante la Primera Legislatura (1979-1982). Entre 1987 y 1994 fue diputado al Parlamento Europeo por el CDS, integrándose en el Grupo Liberal, Democrático y Reformista.
Fue candidato a la presidencia del Gobierno por el CDS, partido del que era presidente, en las elecciones generales de 1993 en las que su partido no obtuvo representación parlamentaria. 

### Actividad posterior
Ha sido Catedrático de Derecho Financiero y Tributario en la Universidad Complutense de Madrid hasta el año 2003. Actualmente sigue impartiendo cursos de doctorado en dicho ámbito disciplinar y es miembro de la Real Academia de Jurisprudencia y Legislación.
En enero de 2008 fue investido doctor honoris causa por la Universidad de Oviedo.
Hasta el 2012 fue Presidente de la Fundación Iberoamericana de la Economía Social (FUNDIBES).
En noviembre de 2008 recibe en Bilbao el Premio Internacional "Txemi Cantera", instituido por la Agrupación de Sociedades Laborales de Euskadi (ASLE) con el objetivo de reconocer a "aquellas personas y organizaciones que han destacado por su apoyo a la Economía Social".
En abril de 2013 acude al Colegio Mayor San Bartolomé donde da una conferencia y firma en el libro de honor del colegio mayor más antiguo de España, fundado por Diego de Anaya en 1401.